# Sihanoukville
Sihanoukville (khmer: ក្រុងព្រះសីហនុ, Krong Preah Sihanuk) també conegut com a kampong som (khmer: កំពង់សោម) és una ciutat costera al sud de Cambodja, capital de la província de Sihanoukville. Amb vistes al golf de Siam, la ciutat és l'únic port marítim d'aigües profundes del país.
Anteriorment era conegut com a Kampong Saom (literalment "port agradable”), però va ser rebatejada el 1958 en honor a Norodom Sihanouk, exrei de Cambodja, el qual va presidir la construcció del port.
Les nombroses platges de Sihanoukville i les illes properes el converteixen el principal balneari de Cambodja, amb un número cada vegada més gran de visitants nacionals i turistes internacionals.
Malgrat ser el principal destí costaner del país, després de dècades de guerra, la ciutat i la seva infraestructura encara són molt desarticulades, i arquitectònicament poc impressionants. Encara segueixen els problemes relacionats amb el subministrament d'aigua i energia, mentre que les instal·lacions sanitàries són limitades.

## Història
Sota el domini francés, Vietnam, Laos i Cambodja es van convertir en una sola unitat administrativa i economica. La regió costera Circonscription Résidentiell amb Kampot com a capital, contenia els districtes de Kampot, Kompong Som, Trang i Kong-Pisey.
Una insurrecció va tenir lloc entre el 1885 i el 1887. Va començar a Kampot i es va estendre a Veal Rinh, Kampong Seila i Kompong Som, on els insurgents estaven dirigits pel pirata xinès Quan-Khiem. Va acabar controlant tota la part nord de Preah Sihanouk, fins que ja vell, va ser arrestat pel governador.
Durant aquest període les millores més notables en la infraestructura van ser: La ruta colonial No. 17 (rebatejada com Carretera Nacional 3) i el sistema ferroviari nacional, encara que els treballs de construcció de la línia del sud, de Phnom Penh a Sihanoukville, van començar el 1960.

### Després de la independència (des de 1954)
Després de la dissolució de la Indoxina francesa el 1954, es va fer evident que el control cada cop més estricte del delta del Mekong per part de Vietnam, necessitava una solució, a fi d'obtenir accés als mars sense restriccions.
Es van fer plans per construir un port d'aigües profundes completament nou. Kompong Saom va ser seleccionat per la profunditat de l'aigua i fàcil accés. L'agost de 1955, un equip de construcció franc-cambodjà va obrir el campament base a l'àrea que ara es coneix com a Hawaii Beach. Els fons per la construcció del port van provenir de França i la carretera va ser finançada pels Estats Units d'Amèrica.
Durant la Guerra de Vietnam el port es va convertir en una instal·lació militar pel: Front nacional per a l'alliberació de Vietnam del sud i després de 1970, sota el govern de Lon Nol, pels Estats Units.
El port va ser l'últim lloc en ser evacuat per l'exèrcit dels EEUU, només uns dies abans que els Khmers rojos, prenguessin el control del govern l'any 1975. Els esdeveniments que rodegen la pressa del buc portacontenidors americà SS Mayagüez i la seva tripulació el 12 de maig per part dels Khmers rojos i la posterior operació de rescat dels marins estatunidencs es va desenvolupar a la part continental de Koh Tang, davant la costa de Sihanoukville. Durant els dos dies d'acció, EEUU va iniciar atacs aeris contra objectius en la part continental de Sihanoukville, inclòs el port, la base naval, un aeròdrom, i la refinaria de petroli.
Després de la caiguda del règim dels Khmers Rojos el 1979 i la posterior reobertura de l'economia, el port de Sihanoukville va reprendre la seva importància en el desenvolupament i recuperació del país. Amb l'obertura addicional de nous mercats el 1999, la ciutat va recuperar el seu paper en el creixement econòmic de Cambodja.

### Anys 2000
El 22 de desembre de 2008, el rei Norodom Sihamoni va firmar un reial decret amb el qual els municipis de Kep, Pailin i Sihanoukville es convertien en provincies.
El 26 de maig de 2011, l'àrea de Preah Sihanouk es va unir al club de Les Plus Belles Baies Du Monde ('Les badies més belles del món') (amb seu a París). L'organització va acceptar oficialment a la Badia de Cambodja com un dels seus membres en la 7a assembla general.
Des de 2016, la inversió xinesa a Sihanoukville ha augmentat dràsticament. Això s'explica per l'inici de nombrosos projectes d'infraestructures en el marc de la nova ruta de la seda i amb l'obertura de nombrosos casinos en tota la ciutat. Aquest desenvolupament ha transformat la ciutat, i en l'actualitat s'estima que el nombre de xinesos que viuen a Sihanoukville és equivalent al de cambodjans. Això és molt visible per exemple, en la senyalització, que freqüentment es troba en mandarí.
L'estiu de 2019, el primer ministre Hun Sen, va decidir prohibir temporalment les apostes online en els casinos, és així com es va provocar el tancament de molts projectes. La crisi del coronavirus a principis de 2020 només va fer que amplificar aquests tancaments.

## Economia
Sihanoukville es va establir com una porta d'entrada marítima internacional, i com a resultat, l'economia local es defineix en gran manera pel seu port i la terminal petroliera. El corredor Phom Penh-Sihanoukville és la principal ruta comercial nacional i representa aproximadament el 75% del tràfic comercial a Cambodja.
Altres sectors econòmics importants de la ciutat són la pesca, l'aqüicultura, el processament de gambes congelades, la indústria de la confecció, producció i processament d'aliments i el turisme en constant creixement.
En la mateixa ciutat es troba la cervesera Angkor, una de les més importants de Cambodja.

## Infraestructura

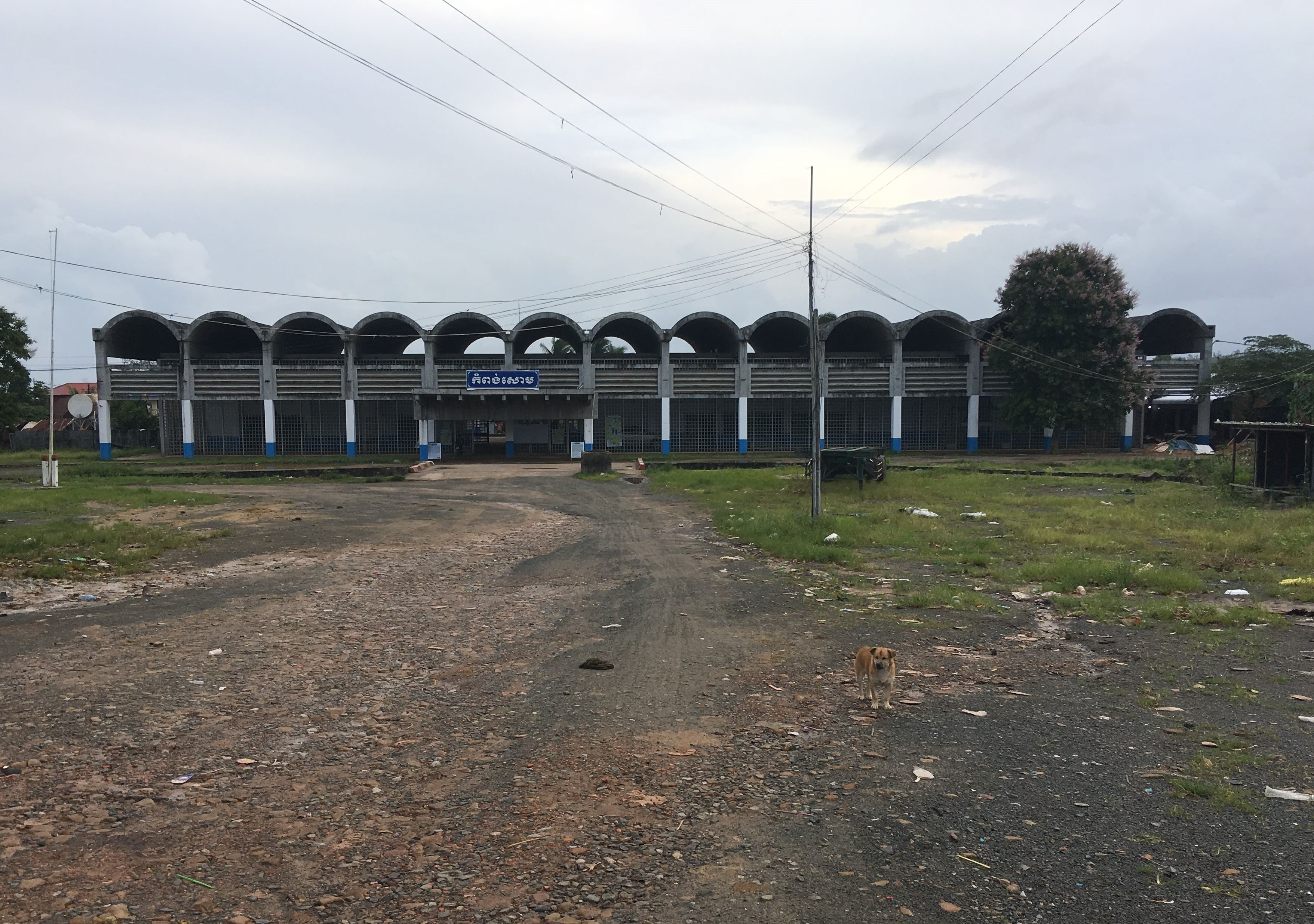
Estació de ferrocarril de Sihanoukville

La ciutat està unida a Phnom Penh per una línia de ferrocarril (230 km), la reparació de la qual s'hauria d'haver completat a finals de l'any 2011. L'octubre de 2015, només hi circulaven trens de mercaderies i des del 2016, el trànsit de passatgers s'ha reprès els caps de setmana.
Cada cop més, la major part del transport de mercaderies es realitza amb camió per la carretera nacional 4, la qual connecta Nom Pen i Sihanoukville en 5 hores.
L'aeroport de la ciutat, situat a 12 km a l'est, alberga la primera línia regular entre Sihanoukville i Siem Reap, inaugurada el 2011.

## Atractius turístics
El turisme a la ciutat esta molt basat en les seves platges i miradors naturals. Però també té varis temples budistes a prop que es poden visitar.
- Temple budista de Wat Krom: Ubicat a 3 km de la ciutat és un dels atractius turístics més populars. Està dedicat a Ya-Mao, una deïtat local.[6]
- Temple budista de Wat Leu: Ubicat a 6 km de la ciutat.[6]

## Galeria

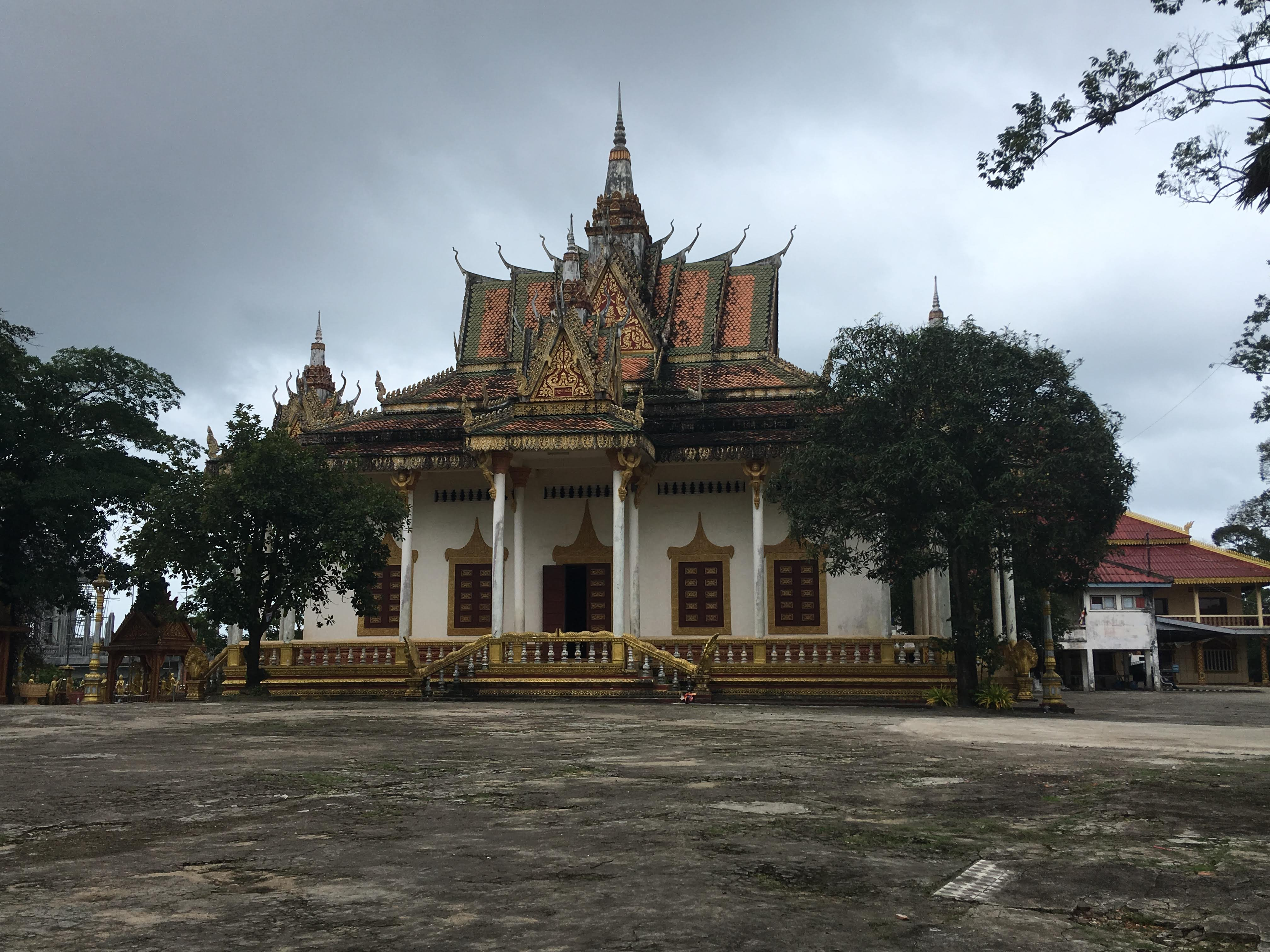
Temple budista de Wat Krom
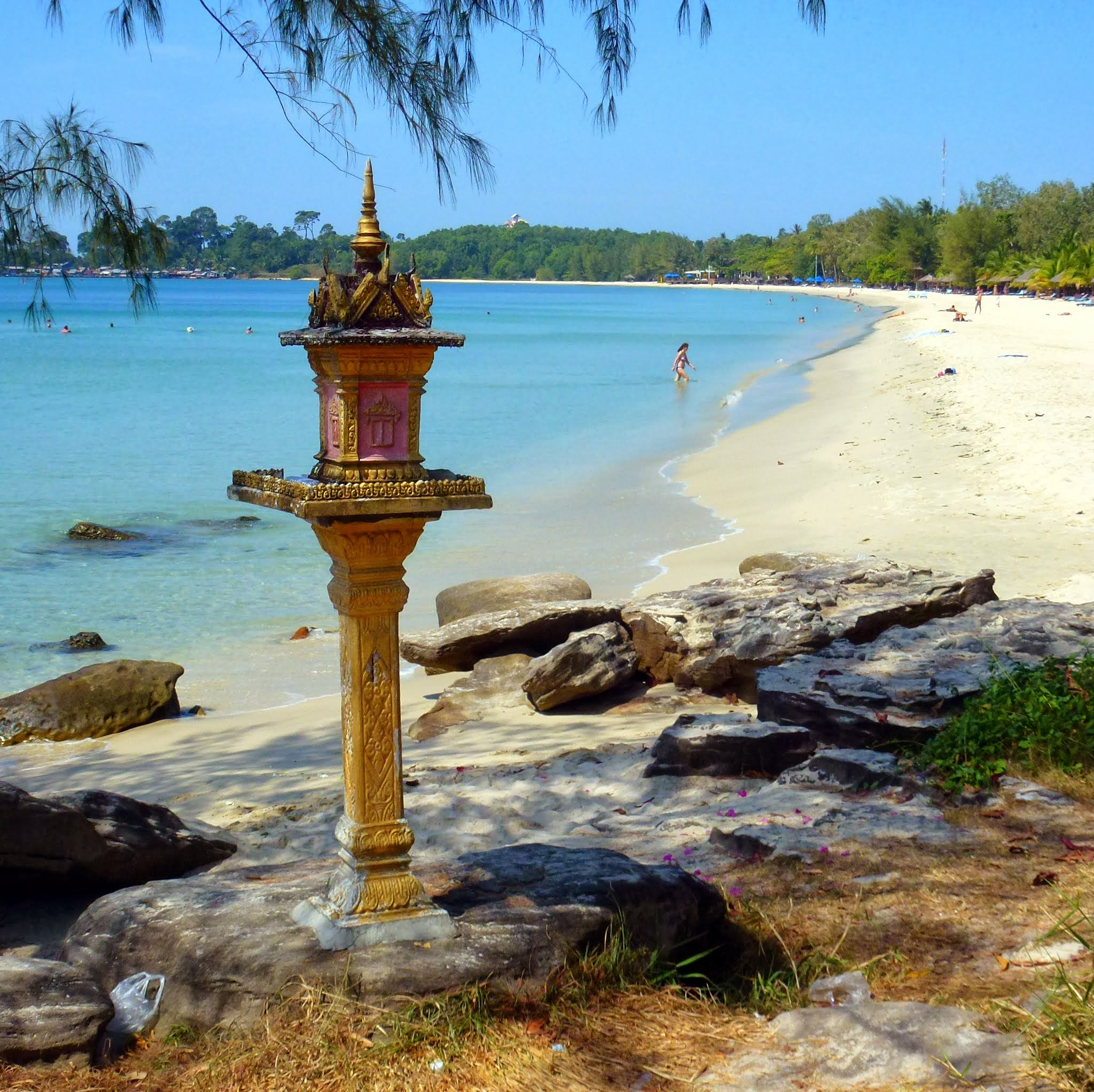
Platja de Sihanoukville
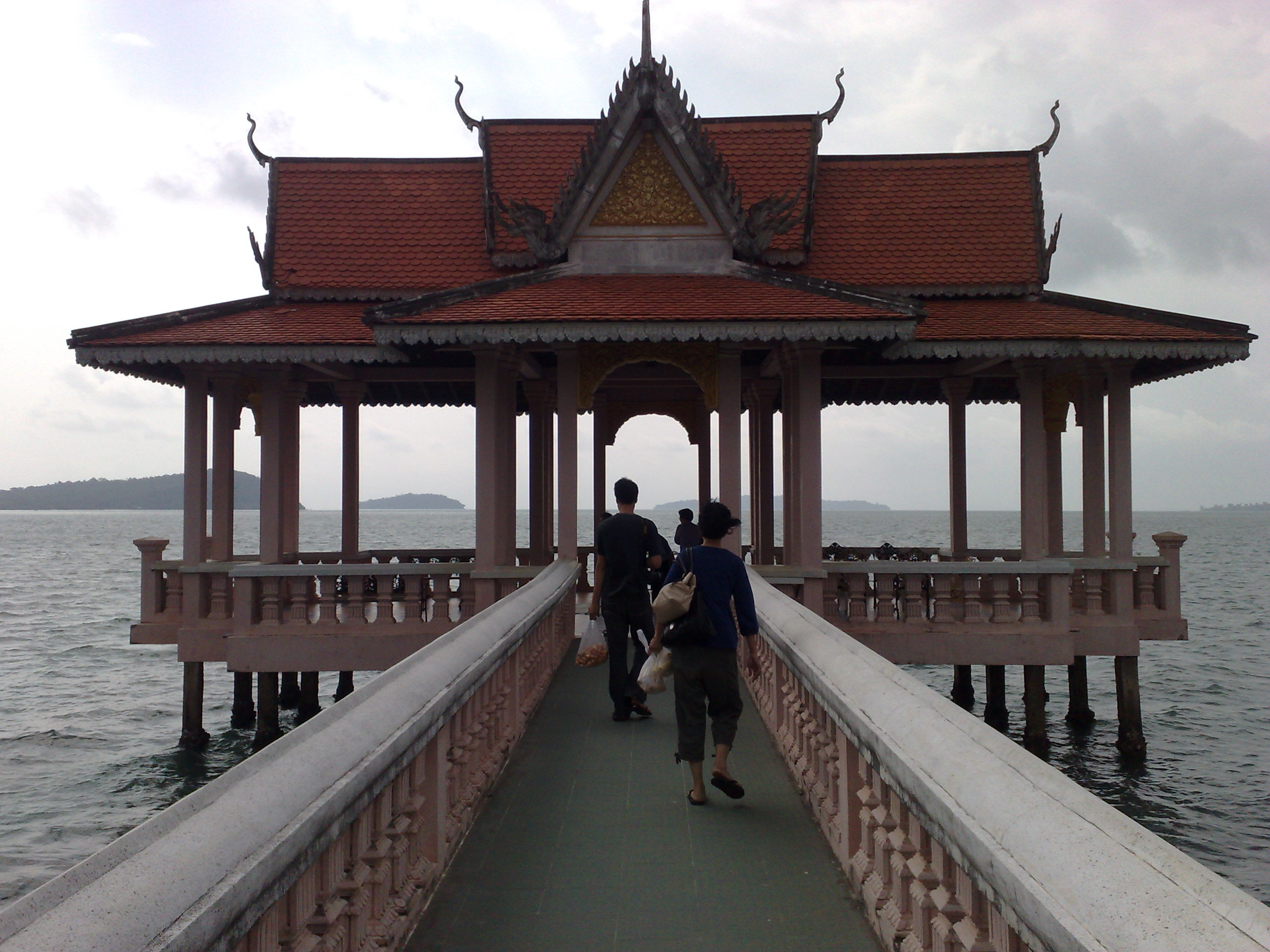
Pabelló Kompong
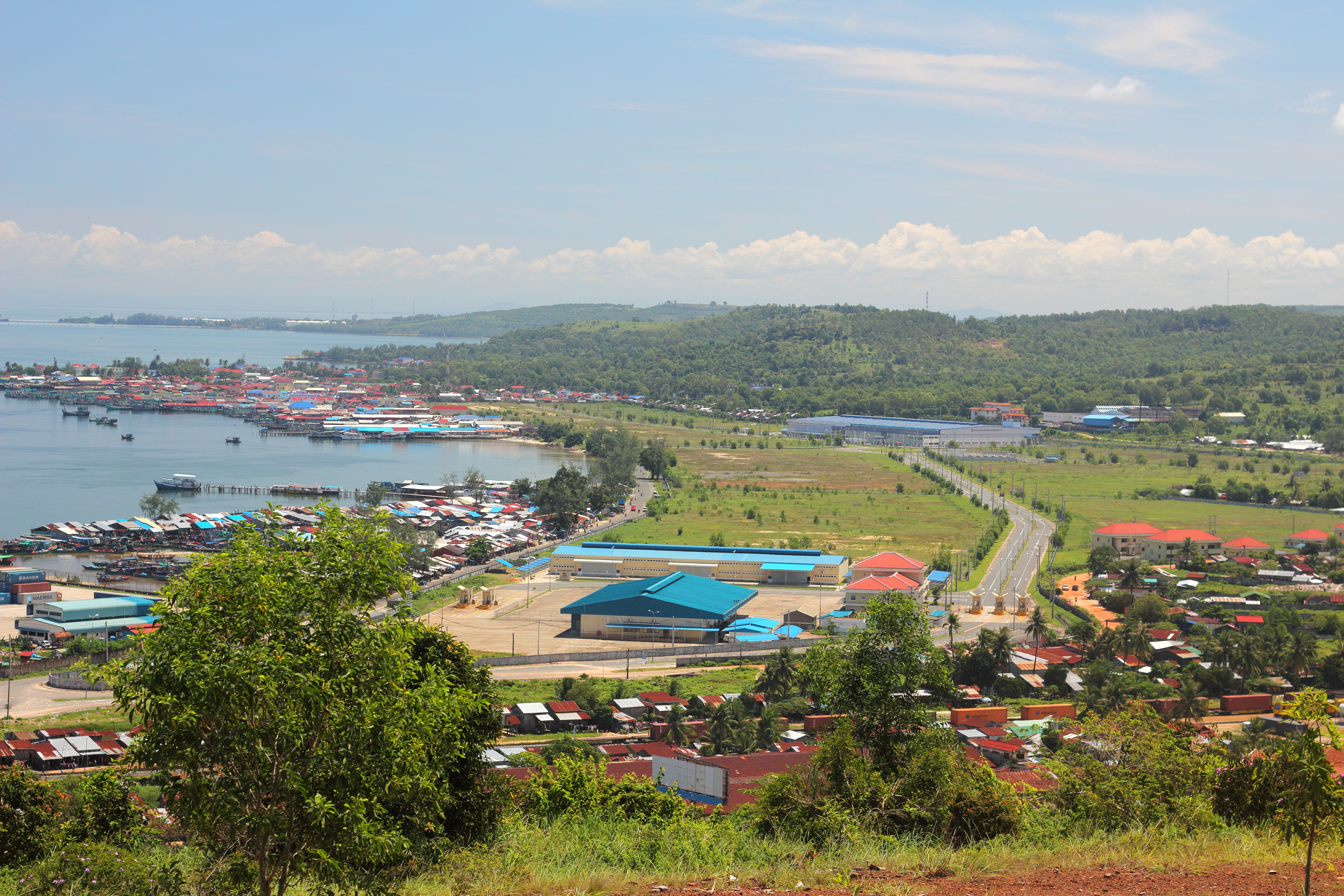
Port de Sihanoukville
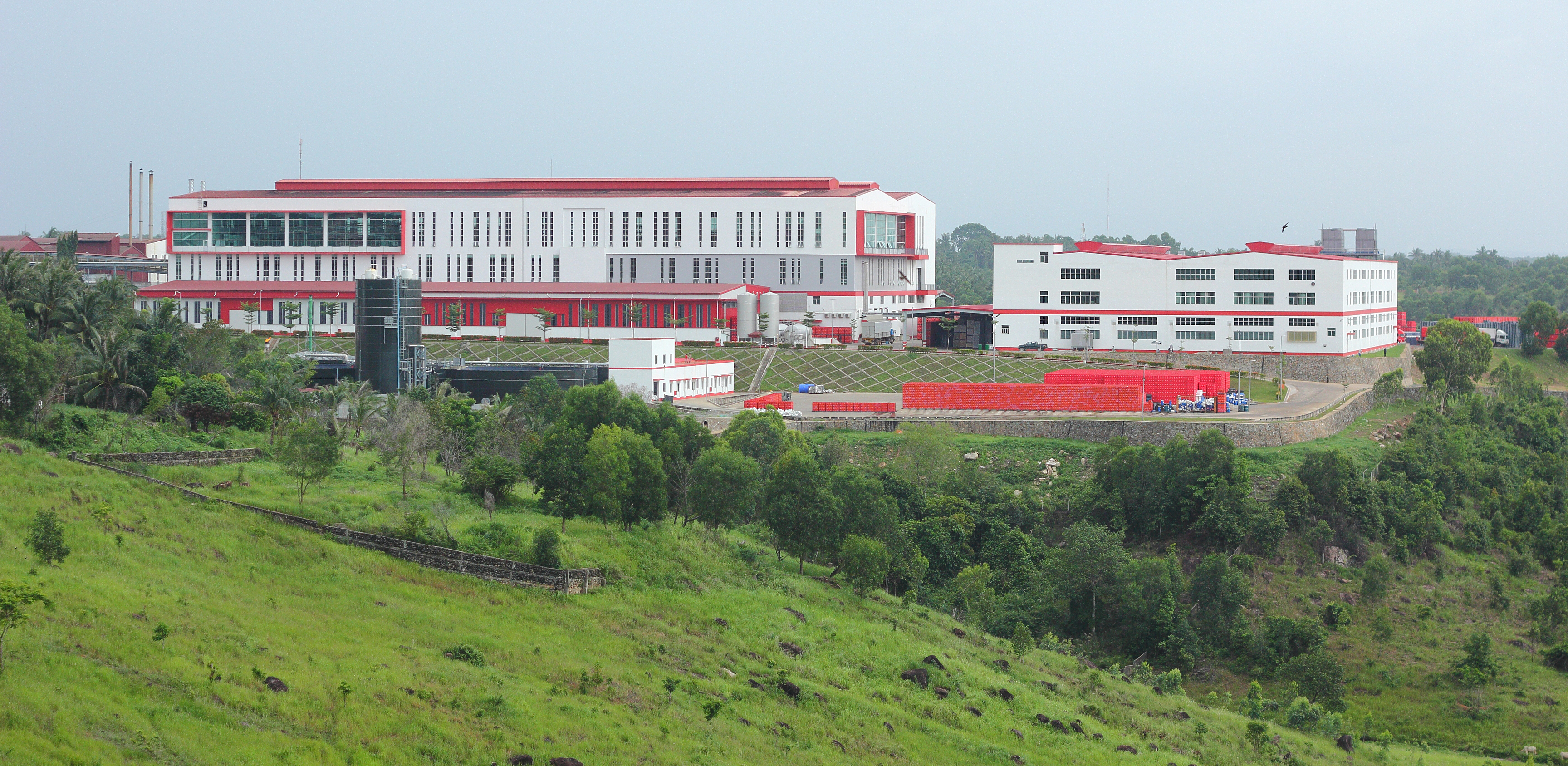
Cerveseria Angkor